# Record du monde de saut à ski
Cet article relate de l'évolution du  record du monde de saut à ski.
La discipline du vol à ski est reconnue par la Fédération internationale de ski depuis 1950, mais le record du monde n'est pas reconnu par cette instance, pour éviter une compétition trop dangereuse entre les athlètes.
Le record actuel est de 254,5 mètres, battu le 30 mars 2025 par Domen Prevc, sur le Letalnica de Planica, en Slovénie.

## Chronologie du record

### Hommes
| No. | Date             | Sportif             | Pays               | Tremplin                    | Lieu                    | Mètre | Note            |
| --- | ---------------- | ------------------- | ------------------ | --------------------------- | ----------------------- | ----- | --------------- |
| 1   | 22 novembre 1808 | Olaf Rye            | Norvège Danemark   | Lekum Gård, Eidsberg Église | Eidsberg, Indre Østfold | 9,4   | ,               |
| 2   | 8 mars 1868      | Sondre Norheim      | Norvège            | Hauglibakken                | Brunkeberg              | 19,5  | ,               |
| 3   | 12 février 1879  | Olaf Haugann        | Norvège            | Kastellbakken               | Oslo                    | 20,7  | ,               |
| 4   | 5-7 février 1881 | S. Svalastoga       | Norvège            | Kastellbakken               | Oslo                    | 22    | ,               |
| 5   | 24 février 1886  | Olaf Bergland       | Norvège            | Flatdalbakken               | Seljord                 | 25,5  | [ 10 ]          |
| 6   | 9 mars 1891      | M. Hemmestveit      | Norvège États-Unis | McSorley Hill               | Red Wing                | 31,1  | [ 11 ]          |
| 7   | 15 janvier 1893  | T. Hemmestveit      | Norvège            | McSorley Hill               | Red Wing                | 31,4  | [ 12 ]          |
| 8   | 25 janvier 1897  | Svein Solid         | Norvège            | Hegnibakken                 | Morgedal                | 31,5  | [ 13 ]          |
| 9   | 5 février 1899   | Asbjørn Nilssen     | Norvège            | Solbergbakken               | Bærum                   | 32,5  | ,               |
| 10  | 5 février 1899   | Morten Hansen       | Norvège            | Solbergbakken               | Bærum                   | 32,5  | ,               |
| 11  | 11 février 1900  | Olaf Tandberg       | Norvège            | Solbergbakken               | Bærum                   | 35,5  | ,               |
| 12  | 11 février 1902  | Sigurd Brunæs       | Norvège            | Gustadbakken                | Geithus                 | 35,5  | ,               |
| 13  | 9 mars 1902      | Nils Gjestvang      | Norvège            | Gustadbakken                | Geithus                 | 38    | [ 19 ]          |
| 14  | 9 mars 1902      | Nils Gjestvang      | Norvège            | Gustadbakken                | Geithus                 | 41    | [ 19 ]          |
| 15  | 24 janvier 1909  | Oscar Gundersen     | Norvège            | Chippewa Falls Jump         | Chippewa Falls          | 42,1  | [ 20 ]          |
| 16  | 21 février 1909  | Harald Smith        | Norvège            | Tramp. Campo Smith          | Bardonnèche             | 43    | ,               |
| 17  | 28 février 1909  | Harald Smith        | Norvège            | Bolgenschanze               | Davos                   | 45    | ,               |
| 18  | 18 février 1911  | Anders Haugen       | États-Unis         | Curry Hill                  | Ironwood                | 46,3  | [ 24 ]          |
| 19  | 18 février 1912  | Gunnar Andersen     | Norvège            | Gustadbakken                | Geithus                 | 47    | ,               |
| 20  | 16 février 1913  | Ragnar Omtvedt      | États-Unis         | Curry Hill                  | Ironwood                | 51,5  | ,               |
| 21  | 7 février 1915   | R. A. Ommundsen     | Norvège            | Vikkollen                   | Mjøndalen               | 54    | ,               |
| 22  | 18 février 1916  | Ragnar Omtvedt      | États-Unis         | Howelsen Hill               | Steamboat Spr.          | 58,8  | [ 29 ]          |
| 23  | 2 mars 1917      | Henry Hall          | États-Unis         | Howelsen Hill               | Steamboat Spr.          | 61,9  | ,               |
| 24  | 9 mars 1919      | Anders Haugen       | États-Unis         | Haugen Hill                 | Dillon                  | 64,9  | [ 33 ]          |
| 25  | 29 février 1920  | Anders Haugen       | États-Unis         | Haugen Hill                 | Dillon                  | 65,2  | [ 34 ]          |
| 26  | 9 février 1921   | Henry Hall          | États-Unis         | Nels Nelsen Hill            | Revelstoke              | 69,8  | [ 35 ]          |
| 27  | 4 février 1925   | Nels Nelsen         | Canada             | Nels Nelsen Hill            | Revelstoke              | 73,1  | [ 36 ]          |
| 28  | 12 janvier 1930  | Adolf Badrutt       | Suisse             | Bernina-Roseg-Schanze       | Pontresina              | 75    | ,               |
| 29  | 18 janvier 1931  | Birger Ruud         | Norvège            | Flubergbakken               | Odnes                   | 76,5  | [ 40 ]          |
| 30  | 24 février 1931  | Sigmund Ruud        | Norvège            | Bolgenschanze               | Davos                   | 81,5  | ,               |
| 31  | 19 février 1933  | Sigmund Ruud        | Norvège            | Tremplin de Bretaye         | Villars                 | 84    | ,               |
| 32  | 21 février 1933  | Sigmund Ruud        | Norvège            | Tremplin de Bretaye         | Villars                 | 86    | ,               |
| 33  | 26 février 1933  | Henri Ruchet        | Suisse             | Tremplin de Bretaye         | Villars                 | 87    | [ 45 ]          |
| 34  | 15 mars 1933     | Robert Lymburne     | Canada             | Nels Nelsen Hill            | Revelstoke              | 87,5  | ,               |
| 35  | 25 mars 1934     | Birger Ruud         | Norvège            | Bloudkova velikanka         | Planica                 | 92    | [ 48 ]          |
| 36  | 14 mars 1935     | Reidar Andersen     | Norvège            | Bloudkova velikanka         | Planica                 | 93    | [ 49 ]          |
| 37  | 15 mars 1935     | Stanisław Marusarz  | Pologne            | Bloudkova velikanka         | Planica                 | 95    | ,               |
| 38  | 15 mars 1935     | Reidar Andersen     | Norvège            | Bloudkova velikanka         | Planica                 | 98    | ,               |
| 39  | 15 mars 1935     | Reidar Andersen     | Norvège            | Bloudkova velikanka         | Planica                 | 99    | ,               |
| 40  | 17 mars 1935     | Fritz Kainersdörfer | Suisse             | T. Gigante Corno d’Aola     | Ponte di Legno          | 99,5  | ,               |
| 41  | 15 mars 1936     | Josef Bradl         | Autriche           | Bloudkova velikanka         | Planica                 | 101,5 | ,               |
| 42  | 15 mars 1938     | Josef Bradl         | Autriche           | Bloudkova velikanka         | Planica                 | 107   | ,               |
| 43  | 2 mars 1941      | Rudi Gering         | Troisième Reich    | Bloudkova velikanka         | Planica                 | 108   | ,               |
| 44  | 2 mars 1941      | Rudi Gering         | Troisième Reich    | Bloudkova velikanka         | Planica                 | 118   | ,               |
| 45  | 15 mars 1948     | Fritz Tschannen     | Suisse             | Bloudkova velikanka         | Planica                 | 120   | ,               |
| 46  | 28 février 1950  | Willi Gantschnigg   | Autriche           | Heini-Klopfer-Skiflug.      | Oberstdorf              | 124   | ,               |
| 47  | 2 mars 1950      | Sepp Weiler         | Ouest Allemagne    | Heini-Klopfer-Skiflug.      | Oberstdorf              | 127   | ,               |
| 48  | 3 mars 1950      | Andreas Däscher     | Suisse             | Heini-Klopfer-Skiflug.      | Oberstdorf              | 130   | [ 63 ] [ nb 4 ] |
| 49  | 3 mars 1950      | Dan Netzell         | Suède              | Heini-Klopfer-Skiflug.      | Oberstdorf              | 135   | ,               |
| 50  | 2 mars 1951      | Tauno Luiro         | Finlande           | Heini-Klopfer-Skiflug.      | Oberstdorf              | 139   | ,               |
| 51  | 24 février 1961  | Jože Šlibar         | Yougoslavie        | Heini-Klopfer-Skiflug.      | Oberstdorf              | 141   | ,               |
| 52  | 1 mars 1962      | Peter Lesser        | Est Allemagne      | Kulm                        | Tauplitz                | 141   | [ 72 ]          |
| 53  | 14 février 1964  | Kjell Sjöberg       | Suède              | Heini-Klopfer-Skiflug.      | Oberstdorf              | 141   | [ 73 ]          |
| 54  | 15 février 1964  | Dalibor Motejlek    | Tchécoslovaquie    | Heini-Klopfer-Skiflug.      | Oberstdorf              | 142   | [ 74 ]          |
| 55  | 16 février 1964  | Nilo Zandanel       | Italie             | Heini-Klopfer-Skiflug.      | Oberstdorf              | 144   | ,               |
| 56  | 21 mars 1965     | Peter Lesser        | Est Allemagne      | Kulm                        | Tauplitz                | 145,5 | ,               |
| 57  | 12 mars 1966     | Bjørn Wirkola       | Norvège            | Vikersundbakken             | Vikersund               | 145,5 | ,               |
| 58  | 13 mars 1966     | Bjørn Wirkola       | Norvège            | Vikersundbakken             | Vikersund               | 146   | ,               |
| 59  | 10 février 1967  | Lars Grini          | Norvège            | Heini-Klopfer-Skiflug.      | Oberstdorf              | 147   | ,               |
| 60  | 10 février 1967  | Kjell Sjöberg       | Suède              | Heini-Klopfer-Skiflug.      | Oberstdorf              | 148   | ,               |
| 61  | 11 février 1967  | Lars Grini          | Norvège            | Heini-Klopfer-Skiflug.      | Oberstdorf              | 150   | ,               |
| 62  | 12 mars 1967     | Reinhold Bachler    | Austria            | Vikersundbakken             | Vikersund               | 154   | ,               |
| 63  | 21 mars 1969     | Bjørn Wirkola       | Norvège            | Velikanka bratov Gorišek    | Planica                 | 156   | [ 90 ]          |
| 64  | 22 mars 1969     | Jiří Raška          | Tchécoslovaquie    | Velikanka bratov Gorišek    | Planica                 | 156   | [ 91 ]          |
| 65  | 22 mars 1969     | Bjørn Wirkola       | Norvège            | Velikanka bratov Gorišek    | Planica                 | 160   | [ 91 ]          |
| 66  | 22 mars 1969     | Jiří Raška          | Tchécoslovaquie    | Velikanka bratov Gorišek    | Planica                 | 164   | ,               |
| 67  | 23 mars 1969     | Manfred Wolf        | Est Allemagne      | Velikanka bratov Gorišek    | Planica                 | 165   | ,               |
| 68  | 9 mars 1973      | Heinz Wossipiwo     | Est Allemagne      | Heini-Klopfer-Skiflug.      | Oberstdorf              | 169   | ,               |
| 69  | 15 mars 1974     | Walter Steiner      | Suisse             | Velikanka bratov Gorišek    | Planica                 | 169   | ,               |
| 70  | 4 mars 1976      | Geir Ove Berg       | Norvège            | Heini-Klopfer-Skiflug.      | Oberstdorf              | 173   | ,               |
| 71  | 5 mars 1976      | Toni Innauer        | Autriche           | Heini-Klopfer-Skiflug.      | Oberstdorf              | 174   | ,               |
| 72  | 5 mars 1976      | Falko Weißpflog     | Est Allemagne      | Heini-Klopfer-Skiflug.      | Oberstdorf              | 174   | ,               |
| 73  | 7 mars 1976      | Toni Innauer        | Autriche           | Heini-Klopfer-Skiflug.      | Oberstdorf              | 176   | [ 102 ]         |
| 74  | 18 mars 1979     | Klaus Ostwald       | Est Allemagne      | Velikanka bratov Gorišek    | Planica                 | 176   | ,               |
| 75  | 27 mars 1980     | Armin Kogler        | Autriche           | Čerťák                      | Harrachov               | 176   | [ 105 ]         |
| 76  | 26 février 1981  | Armin Kogler        | Autriche           | Heini-Klopfer-Skiflug.      | Oberstdorf              | 180   | ,               |
| 77  | 19 mars 1983     | Pavel Ploc          | Tchécoslovaquie    | Čerťák                      | Harrachov               | 181   | ,               |
| 78  | 16 mars 1984     | Matti Nykänen       | Finlande           | Heini-Klopfer-Skiflug.      | Oberstdorf              | 182   | ,               |
| 79  | 16 mars 1984     | Matti Nykänen       | Finlande           | Heini-Klopfer-Skiflug.      | Oberstdorf              | 182   | [ 109 ]         |
| 80  | 17 mars 1984     | Matti Nykänen       | Finlande           | Heini-Klopfer-Skiflug.      | Oberstdorf              | 185   | ,               |
| 81  | 15 mars 1985     | Mike Holland        | États-Unis         | Velikanka bratov Gorišek    | Planica                 | 186   | ,               |
| 82  | 15 mars 1985     | Matti Nykänen       | Finlande           | Velikanka bratov Gorišek    | Planica                 | 187   | ,               |
| 83  | 15 mars 1985     | Matti Nykänen       | Finlande           | Velikanka bratov Gorišek    | Planica                 | 191   | ,               |
| 84  | 9 mars 1986      | Andreas Felder      | Autriche           | Kulm                        | Tauplitz                | 191   | ,               |
| 85  | 14 mars 1987     | Piotr Fijas         | Pologne            | Velikanka bratov Gorišek    | Planica                 | 194   | ,               |
| 86  | 17 mars 1994     | Martin Höllwarth    | Autriche           | Velikanka bratov Gorišek    | Planica                 | 196   | ,               |
| 87  | 17 mars 1994     | Toni Nieminen       | Finlande           | Velikanka bratov Gorišek    | Planica                 | 203   | ,               |
| 88  | 18 mars 1994     | Espen Bredesen      | Norvège            | Velikanka bratov Gorišek    | Planica                 | 209   | ,               |
| 89  | 22 mars 1997     | Espen Bredesen      | Norvège            | Velikanka bratov Gorišek    | Planica                 | 210   | ,               |
| 90  | 22 mars 1997     | Lasse Ottesen       | Norvège            | Velikanka bratov Gorišek    | Planica                 | 212   | ,               |
| 91  | 19 mars 1999     | Martin Schmitt      | Allemagne          | Velikanka bratov Gorišek    | Planica                 | 214,5 | ,               |
| 92  | 20 mars 1999     | T. Ingebrigtsen     | Norvège            | Velikanka bratov Gorišek    | Planica                 | 219,5 | ,               |
| 93  | 16 mars 2000     | Thomas Hörl         | Autriche           | Velikanka bratov Gorišek    | Planica                 | 224,5 | ,               |
| 94  | 18 mars 2000     | A. Goldberger       | Autriche           | Velikanka bratov Gorišek    | Planica                 | 225   | ,               |
| 95  | 20 mars 2003     | Adam Małysz         | Pologne            | Velikanka bratov Gorišek    | Planica                 | 225   | ,               |
| 96  | 20 mars 2003     | Matti Hautamäki     | Finlande           | Velikanka bratov Gorišek    | Planica                 | 227,5 | ,               |
| 97  | 22 mars 2003     | Matti Hautamäki     | Finlande           | Velikanka bratov Gorišek    | Planica                 | 228,5 | ,               |
| 98  | 23 mars 2003     | Matti Hautamäki     | Finlande           | Velikanka bratov Gorišek    | Planica                 | 231   | ,               |
| 99  | 20 mars 2005     | T. Ingebrigtsen     | Norvège            | Letalnica bratov Gorišek    | Planica                 | 231   | [ 146 ]         |
| 100 | 20 mars 2005     | Bjørn E. Romøren    | Norvège            | Letalnica bratov Gorišek    | Planica                 | 234,5 | ,               |
| 101 | 20 mars 2005     | Matti Hautamäki     | Finlande           | Letalnica bratov Gorišek    | Planica                 | 235,5 | ,               |
| 102 | 20 mars 2005     | Bjørn E. Romøren    | Norvège            | Letalnica bratov Gorišek    | Planica                 | 239   | ,               |
| 103 | 11 février 2011  | Johan R. Evensen    | Norvège            | Vikersundbakken             | Vikersund               | 243   | ,               |
| 104 | 11 février 2011  | Johan R. Evensen    | Norvège            | Vikersundbakken             | Vikersund               | 246,5 | ,               |
| 105 | 14 février 2015  | Peter Prevc         | Slovénie           | Vikersundbakken             | Vikersund               | 250   | ,               |
| 106 | 15 février 2015  | Anders Fannemel     | Norvège            | Vikersundbakken             | Vikersund               | 251,5 | ,               |
| 107 | 18 mars 2017     | Robert Johansson    | Norvège            | Vikersundbakken             | Vikersund               | 252   | ,               |
| 108 | 18 mars 2017     | Stefan Kraft        | Autriche           | Vikersundbakken             | Vikersund               | 253,5 | ,               |
| 109 | 30 mars 2025     | Domen Prevc         | Slovénie           | Letalnica bratov Gorišek    | Planica                 | 254,5 |                 |

#### Enregistrements invalides
Distances de record du monde invalides qui n'ont jamais été reconnues.
| Date            | Sportif              | Pays               | Tremplin                 | Lieu           | Mètre | Note   |
| --------------- | -------------------- | ------------------ | ------------------------ | -------------- | ----- | ------ |
| 12 février 1879 | Olaf Haugann         | Norvège            | Kastellbakken            | Oslo           | 22    | P      |
| 24 février 1886 | J. Nordgården        | Norvège            | Flatdalbakken            | Seljord        | 27    | T      |
| 21/22 mars 1891 | Gustav Bye           | Norvège            | Blybergbakken            | Blyberget      | 33    | RE     |
| 17 février 1894 | T. Hemmestveit       | Norvège            | McSorley Hill            | Red Wing       | 36,6  | T,     |
| 7 février 1897  | Cato Aall            | Norvège            | Solbergbakken            | Bærum          | 31,5  | HC     |
| 7 février 1897  | Asbjørn Nilssen      | Norvège            | Solbergbakken            | Bærum          | 35    | T      |
| 1899            | Trygve Smith (no)    | Norvège            | Solbergbakken            | Bærum          | 36    | ?      |
| 28 janvier 1900 | Thor Thorsen         | Norvège            | Blybergbakken            | Trondheim      | 34    | T      |
| 11 février 1900 | Aksel Refstad        | Norvège            | Solbergbakken            | Bærum          | 36    | T,     |
| 11 février 1900 | Aksel Refstad        | Norvège            | Solbergbakken            | Bærum          | 36    | T,     |
| 25 février 1900 | Aslak Solid          | Norvège            | Donstadbakken            | Morgedal       | 36    | T      |
| 27 janvier 1901 | Ole Mangseth         | Norvège            | Bjørnsvebakken           | Gjøvik         | 38    | T,     |
| 9 février 1902  | Albert Wüller        | Norvège            | Solbergbakken            | Bærum          | 36,5  | T,     |
| 11 février 1902 | Hans Hovde           | Norvège            | Gustadbakken             | Geithus        | 36    | T,     |
| 16 février 1902 | Johan Hestnæs        | Norvège            | Frambakken               | Brumunddal     | 39.5  | T      |
| 23 février 1902 | Paul Nesjø           | Norvège            |                          | Trondheim      | 39,5  | HC     |
| 10 février 1907 | Gunnar Johansen      | Norvège            | Gustadbakken             | Geithus        | 41    | PA,    |
| 2 février 1908  | A. Blomqvist         | Norvège            | Gustadbakken             | Geithus        | 47    | T      |
| 14 février 1909 | Ola Brevik           | Norvège            | Frambakken               | Brumunddal     | 43    | T      |
| 28 février 1909 | Trygve Smith         | Norvège            | Bolgenschanze            | Davos          | 46    | T      |
| 6 février 1910  | Gunnar Sundet        | Norvège            | Gustadbakken             | Geithus        | 45,5  | T      |
| 27 février 1910 | Einar Jensen         | Norvège            | Frambakken               | Brumunddal     | 46,5  | T      |
| 27 février 1910 | Sigurd Brevik        | Norvège            | Frambakken               | Brumunddal     | 51    | T      |
| 5 février 1911  | Haakon Hansen        | Norvège            | Gustadbakken             | Geithus        | 47    | T      |
| 18 février 1911 | Barney Riley         | États-Unis         | Curry Hill               | Ironwood       | 46,9  | T      |
| 4 février 1912  | Halvor Rismyhr       | Norvège            | Frambakken               | Brumunddal     | 49,5  | T      |
| 18 février 1912 | Oscar Gundersen      | Norvège            | Gustadbakken             | Geithus        | 50    | T      |
| 18 février 1912 | James Presthus       | États-Unis         | Curry Hill               | Ironwood       | 47,5  | T      |
| 11 février 1913 | Emil Knudsen         | Norvège            | Bolgenschanze            | Davos          | 49    | T      |
| 16 février 1913 | Ragnar Omtvedt       | États-Unis         | Curry Hill               | Ironwood       | 48,2  | UN,    |
| 16 février 1913 | Barney Riley         | États-Unis         | Curry Hill               | Ironwood       | 49,1  | T      |
| 16 février 1913 | Barney Riley         | États-Unis         | Curry Hill               | Ironwood       | 50,3  | T      |
| 1 février 1914  | Josef Henriksen      | Norvège            | Gustadbakken             | Geithus        | 52    | T,     |
| 1915            | Ragnar Omtvedt       | États-Unis         | Curry Hill               | Ironwood       | 56    | UN     |
| 1 février 1916  | Nels Nelsen          | Canada             | Nels Nelsen Hill         | Revelstoke     | 55,8  | P      |
| 28 février 1919 | Lars Haugen          | États-Unis         | Howelsen Hill            | Steamboat Sp.  | 64,6  | T,     |
| 28 février 1919 | Anders Haugen        | États-Unis         | Howelsen Hill            | Steamboat Sp.  | 62,5  | T,     |
| 29 février 1920 | Anders Haugen        | États-Unis         | Howelsen Hill            | Steamboat Sp.  | 66,4  | T      |
| 9 février 1921  | Henry Hansen         | Canada             | Nels Nelsen Hill         | Revelstoke     | 71,6  | T,     |
| Mars 1923       | Nels Nelsen          | Canada             | Nels Nelsen Hill         | Revelstoke     | 71,3  | T      |
| 5 février 1924  | Nels Nelsen          | Canada             | Nels Nelsen Hill         | Revelstoke     | 71,6  | T      |
| 6 février 1924  | Nels Nelsen          | Canada             | Nels Nelsen Hill         | Revelstoke     | 71,6  | T      |
| 21 février 1926 | Erling Andersen      | Norvège            | Odnesbakken              | Odnes          | 75    | T      |
| 21 janvier 1928 | Adolf Badrutt        | Suisse             | Bernina-Roseg-Schanze    | Pontresina     | 73,5  | HC     |
| 18 février 1928 | Jacob Tullin Thams   | Norvège            | Olympiaschanze           | St. Moritz     | 73    | T      |
| 2 janvier 1930  | Adolf Badrutt        | Suisse             | Bernina-Roseg-Schanze    | Pontresina     | 74,5  | T,     |
| 16 février 1930 | Ernesto Zardini      | Royaume d'Italie   | Tr. Gigante Corno d’Aola | Ponte di Legno | 76    | T      |
| 1 janvier 1931  | Alf Engen            | Norvège            | Ecker Hill               | Salt Lake City | 75,3  | wa,    |
| 18 janvier 1931 | Sverre Kolterud      | Norvège            | Flubergbakken            | Odnes          | 75,5  | T      |
| 18 janvier 1931 | Hans Beck            | Norvège            | Flubergbakken            | Odnes          | 76,5  | T,     |
| 18 janvier 1931 | Birger Ruud          | Norvège            | Flubergbakken            | Odnes          | 82    | T      |
| Janvier 1931    | Alf Engen            | Norvège            | Ecker Hill               | Salt Lake City | 77,4  | wa     |
| Janvier 1931    | Alf Engen            | Norvège            | Ecker Hill               | Salt Lake City | 81,1  | UN     |
| Février 1931    | Bronisław Czech      | Pologne            | Tr. Gigante Corno d’Aola | Ponte di Legno | 79,5  | T (HC) |
| 12 mars 1932    | Robert Lymburne      | Canada             | Nels Nelsen Hill         | Revelstoke     | 82    | UN,    |
| Mars 1932       | Sigmund Ruud         | Norvège            | Bolgenschanze            | Davos          | 82    | UN     |
| 12 février 1933 | Birger Ruud          | Norvège            | Bergisel                 | Innsbruck      | 82    | T,     |
| 25 mars 1934    | Gregor Höll          | Autriche           | Bloudkova velikanka      | Planica        | 89    | T      |
| 25 mars 1934    | Sigmund Ruud         | Norvège            | Bloudkova velikanka      | Planica        | 95    | T      |
| Janvier 1935    | Alf Engen            | Norvège            | Ecker Hill               | Salt Lake City | 94,8  | P      |
| 17 mars 1935    | Olav Ulland          | Norvège États-Unis | Tr. Gigante Corno d’Aola | Ponte di Legno | 103,5 | T,     |
| 2 mars 1941     | Heinz Palme          | Troisième Reich    | Bloudkova velikanka      | Planica        | 109   | C,     |
| 14 mars 1948    | Janez Polda          | Yougoslavie        | Bloudkova velikanka      | Planica        | 120   | T,     |
| 14 mars 1948    | Charles Blum         | Suisse             | Bloudkova velikanka      | Planica        | 121   | T,     |
| 2 mars 1950     | Willi Gantschnigg    | Autriche           | Heini-Klopfer-Skiflug.   | Oberstdorf     | 130   | T,     |
| 23 mars 1958    | Max Bolkart          | Ouest Allemagne    | Heini-Klopfer-Skiflug.   | Oberstdorf     | 139   | C      |
| 25 février 1961 | Wolfgang Happle      | Ouest Allemagne    | Heini-Klopfer-Skiflug.   | Oberstdorf     | 145   | T      |
| 19 mars 1965    | Bjørn Wirkola        | Norvège            | Kulm                     | Tauplitz       | 144   | T      |
| 20 mars 1965    | Peter Lesser         | Est Allemagne      | Kulm                     | Tauplitz       | 147   | T      |
| 8 mars 1969     | Ladislav Divila      | Tchécoslovaquie    | Vikersundbakken          | Vikersund      | 156   | T      |
| 8 mars 1973     | Jochen Danneberg     | Est Allemagne      | Heini-Klopfer-Skiflug.   | Oberstdorf     | 166   | T      |
| 8 mars 1973     | Takao Itō            | Japon              | Heini-Klopfer-Skiflug.   | Oberstdorf     | 176   | T,     |
| 9 mars 1973     | Walter Steiner       | Suisse             | Heini-Klopfer-Skiflug.   | Oberstdorf     | 175   | T      |
| 11 mars 1973    | Walter Steiner       | Suisse             | Heini-Klopfer-Skiflug.   | Oberstdorf     | 179   | T,     |
| 15 mars 1974    | Walter Steiner       | Suisse             | Velikanka bratov Gorišek | Planica        | 177   | T,     |
| 20 mars 1977    | Bogdan Norčič        | Yougoslavie        | Velikanka bratov Gorišek | Planica        | 181   | C,     |
| 17 mars 1979    | Axel Zitzmann        | Est Allemagne      | Velikanka bratov Gorišek | Planica        | 179   | T,     |
| 13 mars 1987    | Andreas Felder       | Autriche           | Velikanka bratov Gorišek | Planica        | 192   | C,     |
| 23 mars 1991    | André Kiesewetter    | Allemagne          | Velikanka bratov Gorišek | Planica        | 196   | C,     |
| 22 mars 1992    | Christof Duffner     | Allemagne          | Čerťák                   | Harrachov      | 194   | T,     |
| 17 mars 1994    | Andreas Goldberger   | Autriche           | Velikanka bratov Gorišek | Planica        | 202   | C,     |
| 18 mars 1994    | Christof Duffner     | Allemagne          | Velikanka bratov Gorišek | Planica        | 207   | T,     |
| 22 mars 1997    | Dieter Thoma         | Allemagne          | Velikanka bratov Gorišek | Planica        | 213   | C,     |
| 19 mars 1999    | Martin Schmitt       | Allemagne          | Velikanka bratov Gorišek | Planica        | 219   | T,     |
| 21 mars 2003    | Veli-Matti Lindström | Finlande           | Velikanka bratov Gorišek | Planica        | 232,5 | C,     |
| 17 mars 2005    | Andreas Widhölzl     | Autriche           | Letalnica bratov Gorišek | Planica        | 234,5 | T      |
| 20 mars 2005    | Janne Ahonen         | Finlande           | Letalnica bratov Gorišek | Planica        | 240   | T,     |
| 15 février 2015 | Dmitri Vassiliev     | Russie             | Vikersundbakken          | Vikersund      | 254   | C,     |
| 16 mars 2016    | Tilen Bartol         | Slovénie           | Letalnica bratov Gorišek | Planica        | 252   | T,     |
| 22 mars 2018    | G. Schlierenzauer    | Autriche           | Letalnica bratov Gorišek | Planica        | 253,5 | C,     |
| 23 avril 2024   | Ryōyū Kobayashi      | Japon              | Hlíðarfjall - Red Bull   | Akureyri       | 256   | P, HC, |
| 24 avril 2024   | Ryōyū Kobayashi      | Japon              | Hlíðarfjall - Red Bull   | Akureyri       | 259   | P, HC, |
| 24 avril 2024   | Ryōyū Kobayashi      | Japon              | Hlíðarfjall - Red Bull   | Akureyri       | 282   | P, HC, |
| 24 avril 2024   | Ryōyū Kobayashi      | Japon              | Hlíðarfjall - Red Bull   | Akureyri       | 291   | P, HC, |

 Sauts debout. Non reconnu comme record du monde officiel pour diverses raisons.

 On ne sait pas si la performance a été réalisée avant ou après que Ragnar Omtvedt a établi le record du monde à 169 pieds (51,54 mètres).